# Semiothisa albivia
Semiothisa albivia är en fjärilsart som beskrevs av Louis Beethoven Prout 1915. Semiothisa albivia ingår i släktet Semiothisa och familjen mätare. Inga underarter finns listade i Catalogue of Life.